# Парца (Явасское городское поселение)
Парца — посёлок в составе Явасского городского поселения Зубово-Полянского муниципального района Мордовии.

## Население
| 2002 | 2010  |
| ---- | ----- |
| 3127 | ↘3017 |

Национальный состав
Согласно результатам Всероссийской переписи населения 2002 года, в национальной структуре населения русские составляли 70 %.

## Инфраструктура
В поселке находятся исправительные колонии общего режима для осуждённых женщин ИК № 13 и № 14 УФСИН России по Республике Мордовия.

## Известные заключенные
- Толоконникова, Надежда Андреевна
- Хасис, Евгения Данииловна